# الهبكة (ملحان)

تعديل مصدري - تعديل

الهبكة هي إحدى قرى عزلة الروضة بمديرية ملحان التابعة لمحافظة المحويت، بلغ تعداد سكانها 139 نسمة حسب تعداد اليمن لعام 2004.